# منطقه براتیسلاوا
منطقه براتیسلاوا (به لاتین: Bratislava Region) یک منطقه در کشور اسلواکی است که شهر براتیسلاوا مرکز آن است.

## خصوصیات
منطقه براتیسلاوا ۲٬۰۵۳ کیلومترمربع مساحت و ۶۲۵٬۱۶۷ نفر جمعیت دارد.

## خواهرخوانده
شهر شانگهای خواهرخواندهٔ منطقه براتیسلاوا هست.